# Chlorognesia lichenae
Chlorognesia lichenae är en fjärilsart som beskrevs av W. Warren 1913. Chlorognesia lichenae ingår i släktet Chlorognesia och familjen nattflyn. Inga underarter finns listade i Catalogue of Life.